# Chandralalpur
Chandralalpur (nepalski: चन्द्रलालपुर) – gaun wikas samiti we wschodniej części Nepalu w strefie Sagarmatha w dystrykcie Siraha. Według nepalskiego spisu powszechnego z 2001 roku liczył on 903 gospodarstw domowych i 5221 mieszkańców (2554 kobiet i 2667 mężczyzn).